# محمد رضی‌الدین صدیقی
محمد رضی‌الدین صدیقی (انگلیسی: Muhammad_Raziuddin_Siddiqui؛ زاده ۸ ژانویه ۱۹۰۸ درگذشته ۸ ژانویهٔ ۱۹۹۸) یک دانشمند اهل پاکستان بود.